# Diego Garate
Diego Garate Maidagan (Plencia, 1976) es un arqueólogo vizcaíno, especializado en arte rupestre, conocido entre otras cosas por haber refutado la teoría del "Vacío Vasco".

## Formación y actividad profesional
Realizó sus estudios de grado en la Universidad de Deusto y se doctoró en la Universidad de Cantabria, en 2006. Después fue becado por la Universidad Toulouse – Le Mirail, e ingresó como investigador asociado en el Centre de Recherche et d'Etudes pour l'Art Préhistorique Emile Cartailhac (CREAP). Ha trabajado como técnico en el Museo Arqueológico de Bilbao, y es investigador del Instituto Internacional de Investigaciones Prehistóricas de Cantabria.

## Investigación

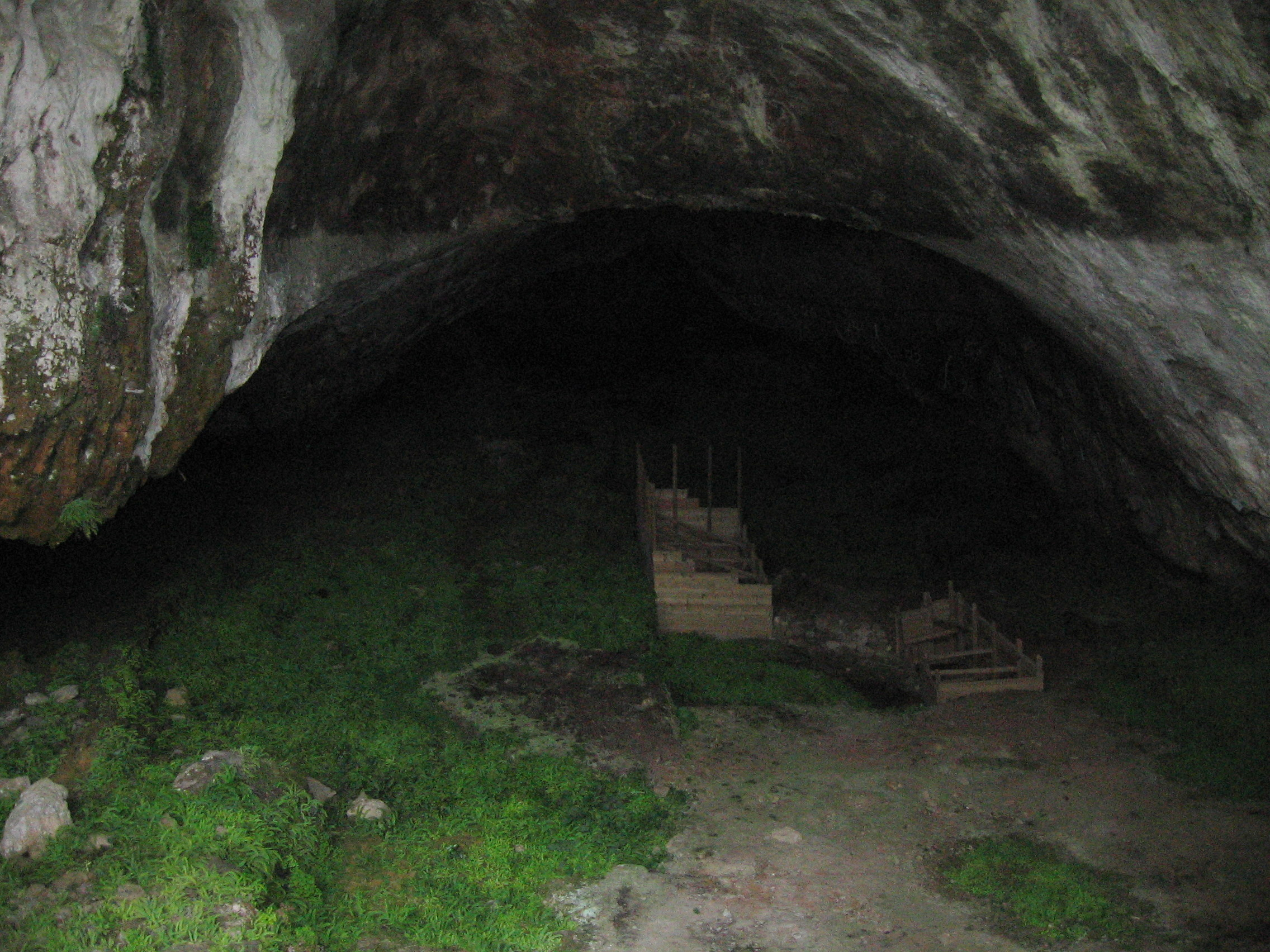
Cueva de Arenaza

En sus inicios dirigió sus investigaciones al proceso gráfico del arte y a su origen, enfocándose en el Paleolítico Superior (auriñaciense, gravetiense y solutrense) y en las cuevas de la cornisa cantábrica. Posteriormente, ha profundizado en la relación entre las cuevas decoradas pirenaicas y cántabras en el Paleolítico Superior. Además, aparte del trabajo realizado in situ sobre los yacimientos, Garate ha trabajado el campo teórico del arte rupestre.

## Arenaza
A finales de la década de los 90 emprendió la revisión del arte rupestre de Arenaza I (Galdames); estos trabajos aclararon el significado de varias imágenes que no se habían podido interpretar hasta entonces, permitieron el hallazgo de nuevos grabados, y fueron decisivos a la hora de tomar medidas para proteger la cavidad. En los próximos años Garate siguió estudiando este conjunto rupestre desde diferentes perspectivas, describiendo aun en 2004 otras dos nuevas imágenes.

## El litoral cantábrico y la Cueva de La Peña de Candamo

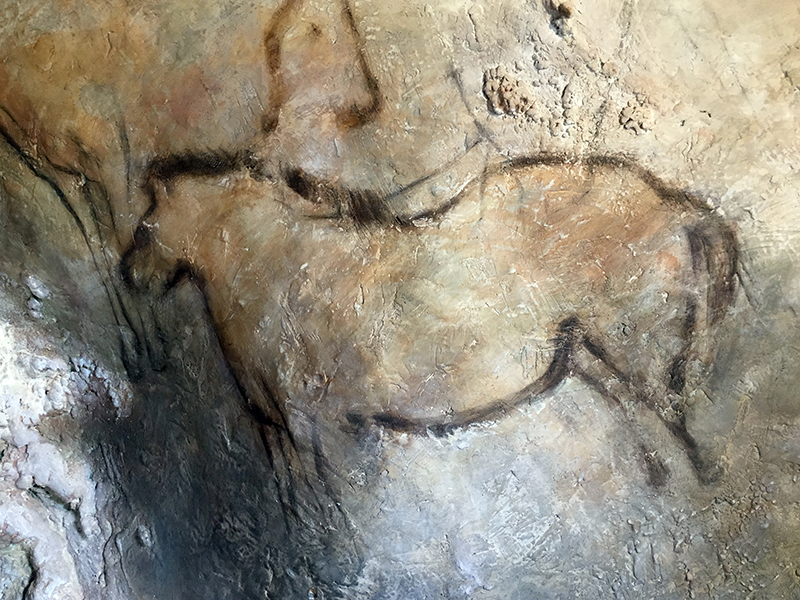
Pintura rupestre en el centro de interpretación de la Cueva de la Peña de Candamo.

Al final de la década del 2000, Diego Garate investigó varios yacimientos de la cornisa cantábrica. Entre ellos pueden mencionarse la Cueva del Castillo (Puente Viesgo), donde realizó una reinterpretación de las imágenes; la cueva de El Rincón (Carranza), donde junto con César González Sainz revisó las imágenes halladas en 2004, hallando nuevos detalles; la tesis doctoral que realizó sobre las ciervas punteadas; la participación en la dirección del proyecto de la Cueva de La Peña (San Román, Candamo); la participación en el estudio de las pinturas de la cueva de El Salitre (Miera); tomó parte asimismo en el examen de un elemento de arte mueble aparecido en la cueva de El Horno (Ramales); y en la cueva de Micolón (Riclones, Rionansa), de nuevo con César González Sainz, examinaron el arte rupestre y avisaron sobre el riesgo de inundación que corría.
Entre estas investigaciones debe destacarse el proyecto de La Peña de Candamo, precedente inmediato de los hallazgos en el País Vasco que el equipo de Garate realizaría pocos años después. Esta cueva era Monumento Nacional desde 1923, aunque el arte rupestre estaba deteriorado por grafitis e intentos de limpieza bienintencionados. En 2006 el grupo de la arqueóloga Mª Soledad Corchón comenzó la revisión del yacimiento, estudiando las zonas donde hasta entonces se conocían manifestaciones de arte rupestre. En los años 2007-08 se comenzó un estudio multidisciplinar, buscando relacionar el arte rupestre con los restos paleontológicos y de arte mueble; pero cuando con los sistemas de documentación 3D se hallaron nuevas pinturas y grabados hubo que replantear la investigación. Se establecieron tres objetivos: la restitución 3D de la cueva y el arte rupestre; la exploración y topografía espeleológica; y la prospección y examen exhaustivo del arte rupestre. Como consecuencia, Corchón y Garate encontraron nuevo arte rupestre en casi todas las salas de la cavidad; en 2008 la UNESCO declaró la cueva Patrimonio de la Humanidad, y desde entonces han proseguido las investigaciones.

## Arbailles
A finales de la década de 2000, Garate prestó una atención especial a las regiones en torno al golfo de Vizcaya, considerando que fueron una zona estratégica de comunicación entre Cantabria y Europa durante el Paleolítico Superior. En ese contexto, había comenzado con su grupo de trabajo la revisión de varios yacimientos del macizo de los Arbailles (Etxeberri, Zihinkola, Xaxixiloaga), y comenzaron a aplicar los nuevos sistemas de prospección de arte parietal con la ayuda, entre otros, del Groupe Spéléologique Gaves (Michel Douat y Michel Lauga). Además de encontrar nuevas imágenes, analizaron su contexto arqueológico incluyendo dataciones; estos trabajos de revisión en los Arbailles se prolongaron hasta 2010.

## El fin del "Vacío Vasco"

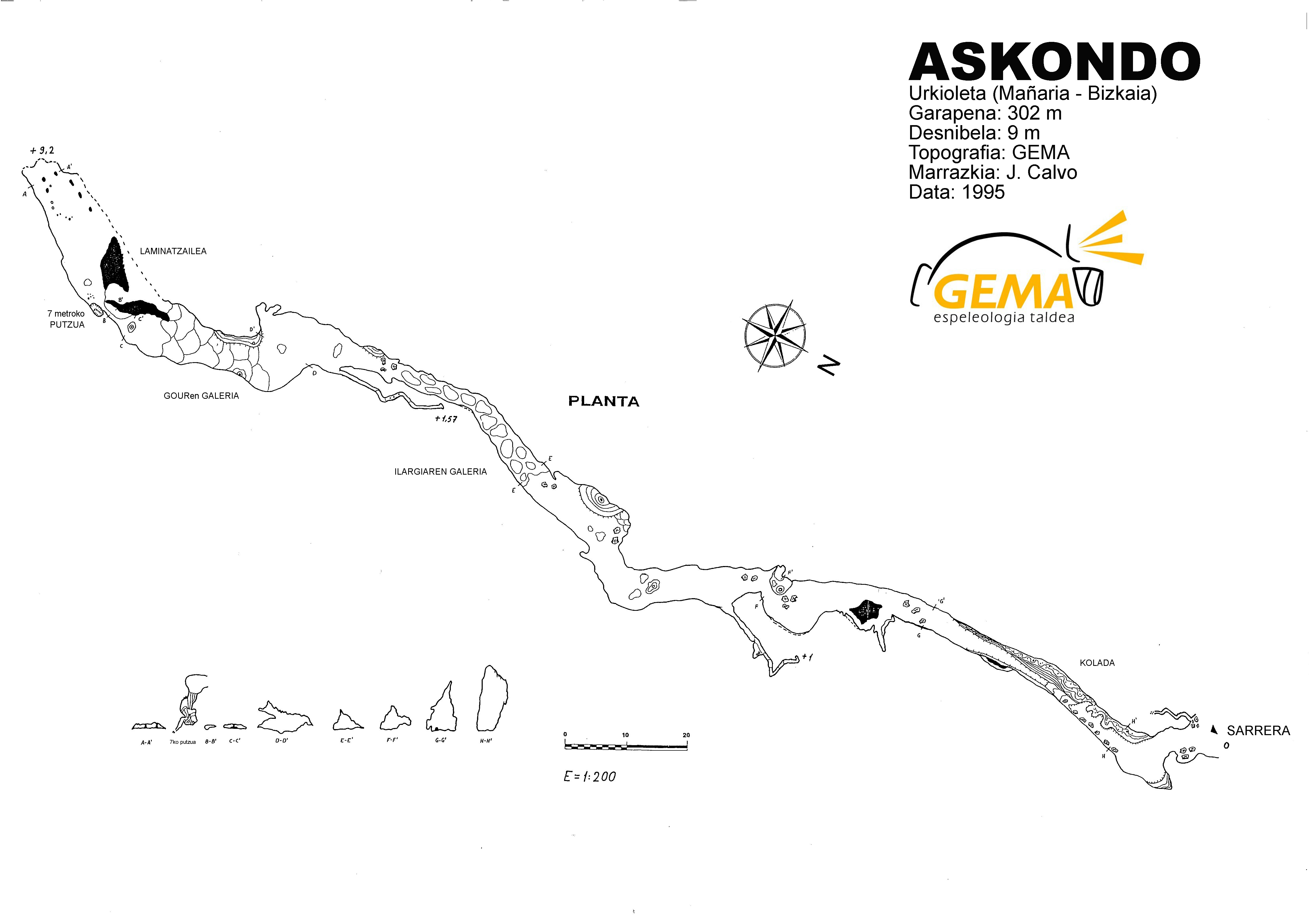
Topografía de la cueva de Askondo.

Ya dominando las técnicas avanzadas de prospección, Garate y su grupo realizaron el primer hallazgo completamente nuevo en Askondo (Mañaria); es decir, encontraron arte rupestre en un lugar donde otros investigadores no habían visto nada. Esto sucedió en 2011, y fue el primero de una larga sucesión de hallazgos: en 2012 encontraron las pinturas de Lumentxa (Lequeitio), y en junio del mismo en Aitzbitarte IV (Rentería). En 2014, junto con Olivia Rivero, Garate encontró nuevo arte parietal en Alkerdi (Urdax); no fueron los únicos: el mismo año Antxieta Jakintza Elkartea encontraron los conjuntos de Danbolinzulo y Erlaitz (Cestona), y el grupo de espeleología ADES el de Morgota (Cortézubi).
El francés Jean Clottes, uno de los máximos especialistas mundiales en arte rupestre, declaró que "los que tienen mayores posibilidades de encontrar nuevo arte rupestre son los espeleólogos, por ello es necesario promover su colaboración y formación con los arqueólogos". En ese sentido, en el País Vasco se dio un paso importante en febrero de 2015: la Unión de Espeleólogos Vascos y la Diputación Foral de Vizcaya organizaron la jornada formativa "Espeleología y Patrimonio Cultural” en Bilbao; la sesión principal corrió a cargo de Diego Garate, y consistió en enseñar a los espeleólogos a identificar arte rupestre. El resultado no se hizo esperar: a partir de entonces, a los hallazgos que estaban realizando los arqueólogos se sumaron las aportaciones de los espeleólogos: Aitzbitarte III, V e IX (Felix Ugarte Elkartea, Rios-Garaizar & Garate), Atxurra (ADES & Garate), Arbil (Antxieta), Armintxe (ADES), Agarre (Arrizabalaga & Antxieta)... Esta cadena de hallazgos se considera el final del histórico "Vacío Vasco", y ha colocado al País Vasco en un lugar significativo dentro del panorama del arte rupestre mundial, como quedó de manifiesto en las jornadas Workshop Santimamiñe de 2016, donde Diego Garate hizo labores de coordinación.

## Atxurra

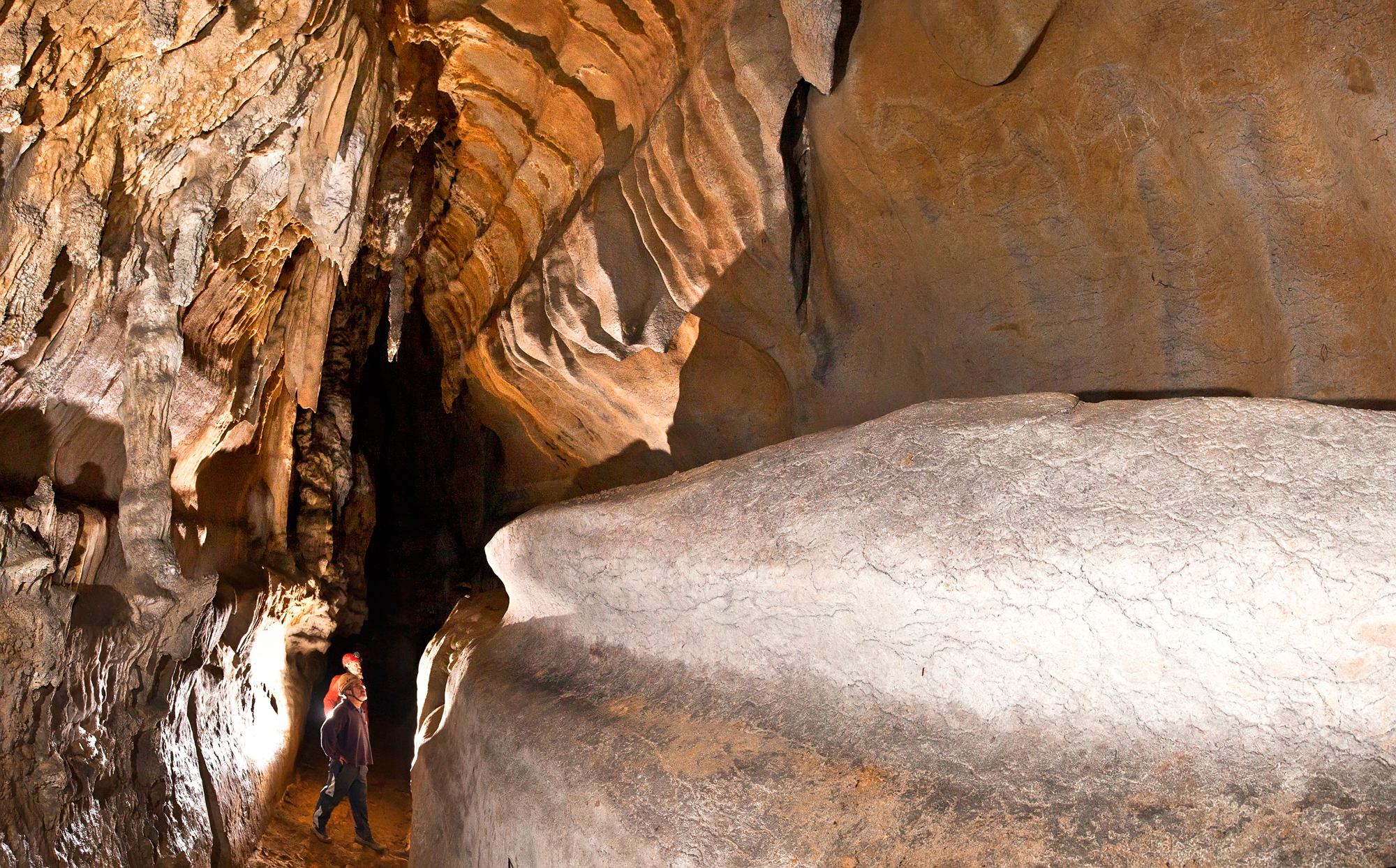
Cueva de Atxurra.

La historia del hallazgo de arte parietal en Atxurra (Berriatúa) es un ejemplo muy ilustrativo sobre los beneficios de la colaboración entre arqueólogos y espeleólogos. La cueva era conocida desde 1882, y a pesar de que miles de visitantes y especialistas la habían visitado desde entonces, hasta 2015 no se identificó el arte rupestre.
En 2014, el grupo de arqueólogos liderado por Joseba Rios-Garaizar y Diego Garate inició la revisión de Atxurra. Dentro de ese trabajo se previó el estudio de los diferentes yacimientos existentes en la cueva, así como la prospección de las paredes en busca de arte rupestre. En esos trabajos participaron, entre otros, los espeleólogos del grupo ADES. En septiembre de 2015, fue uno de ellos (Iñaki Intxaurbe) quien guio a Garate por el interior de la cueva y encontró el primer grabado. En las próximas horas, entre ambos identificaron más de 100 grabados, y se dieron cuenta de que estaban ante uno de los conjuntos rupestres más importantes de Europa. Seguidamente, la Diputación Foral de Vizcaya cerró la cueva, interrumpiendo algunas líneas de investigación que se desarrollaban hasta entonces en ella; y se puso en marcha el proyecto arqueológico actual, dirigido por Diego Garate, dirigido a investigar el arte rupestre y el resto de yacimientos de Atxurra.

## Otros proyectos arqueológicos

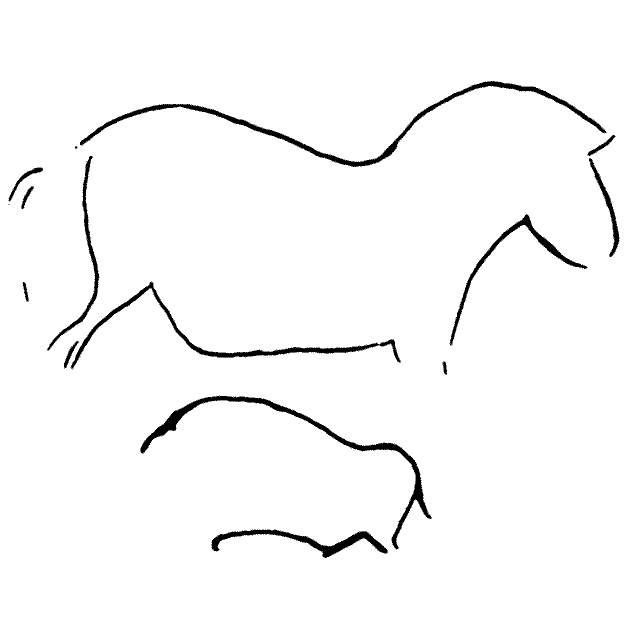
Uno de los grabados de Hornos de la Peña

Como especialista en arte rupestre, Diego Garate ha participado en el estudio de muchos yacimientos. Por ejemplo, a partir de 2010 dirigió la revisión de Isturitz (Labort); desde 2011 participó en la revisión de las cuevas de El Niño (Albacete) y Altxerri (Aya); en 2012-13 también estuvo en la revisión de la cueva de Tastet (Sainte Colome); en la cueva de Hornos de la Peña (San Felices de Buelna) encontró nuevos grabados con las nuevas técnicas de prospección; en 2013 participó en el reestudio y hallazgo de nuevo arte rupestre en El Covarón y El Bosque (Llanes y Cabrales); en 2013-14 también estuvo en los trabajos de la Cueva del Aspio (Ruesga, Cantabria); y en 2014, fue llamado para estudiar el arte parietal encontrado en el paraje de La Salud (Salamanca).
Fuera del campo del arte rupestre, Diego Garate ha trabajado también en otras especialidades arqueológicas, la mayor parte en colaboración con Joseba Rios-Garaizar. Algunas de las excavaciones en las que ha participado son Mandañu (Gorliz), Mendieta y Moreaga  (Sopelana), Arlanpe (Lemona), Aranbaltza y Errementariena (Barrica).